# 虢正贵
虢正贵（1964年9月—），湖南长沙望城人。男，汉族。1984年7月参加工作，1984年6月加入中国共产党。长沙基础大学物理专业大专毕业。中华人民共和国政治人物。

## 生平
历任长沙基础大学党委办秘书，长沙职业技术师专团委书记、宣传科科长、学生科科长、办公室主任，长沙市经济体制改革委员会副县级研究员，长沙市政府督查室主任、副县级督办员，长沙市优化经济发展环境办公室副主任，中共宁乡县委副书记、县长，中共宁乡县委书记等职。2008年1月，任长沙市副市长。2009年3月，任中共长沙市委常委、副市长。2009年4月，任中共长沙市委常委、统战部长。2011年9月，任中共长沙市委常委、政法委书记。2013年5月，任湖南省人民政府副秘书长、省政府办公厅党组成员。2014年12月，任湖南省人民政府研究室主任、湖南省人民政府副秘书长、省政府办公厅党组成员（至2016年5月）。2015年11月，任中共长沙市委副书记，湖南湘江新区党工委副书记，湖南湘江新区管委会主任。2016年12月，任中共张家界市委书记。
2021年3月，转任中共湘西州委书记。
2023年1月，当选为湖南省政协副主席。2024年10月，不再兼任湘西土家族苗族自治州州委書記。